# Drosophila acrostichalis
Espèce
Drosophila acrostichalis est une espèce d'insectes diptères brachycères de la famille des Drosophilidae.

## Systématique
L'espèce Drosophila acrostichalis a été décrite en 1965 par le diptérologue américain Dilbert Elmo Hardy (d) (1914-2002) dans une publication coécrite avec Elwood Curtin Zimmerman (1912-2004).

## Publication originale
- (en) Elwood C. Zimmerman et D. Elmo Hardy, Insects of Hawaii : Diptera: Cyclorrhapha II, vol. 12, Hawaï, University of Hawaii Press, 1965, 814 p. (ISBN 9780870229121), p. 132-133.